# Friedrich Theodor Vischer
Friedrich Theodor Vischer, född 30 juni 1807 i Ludwigsburg i Württemberg, död 14 september 1887 i Gmunden i Österrike-Ungern, var en tysk estetiker, far till Robert Vischer.
Vischer ville som ung ägna sig åt målarkonsten, men tvingades i stället välja den teologiska studiebanan och blev 1831 repetent vid det protestantiska seminariet i Maulbronn. Han hängav sig envist åt filosofiska studier och fick näring till sitt konstsinne genom att besöka Tysklands förnämsta städer 1832-1833.
Sedan han några år tjänstgjort som teologisk repetent i Tübingen, lämnade han 1836 den prästerliga banan och fick 1837 en extra ordinarie professur i estetik och tysk litteratur vid universitetet i Tübingen. Åren 1839-1840 och 1843 studerade han konst i Italien och Grekland. 
När han utnämndes till ordinarie professor 1844 utvecklade han i tillträdestalet sina panteistiska åsikter (han var ungdomsvän och meningsfrände till David Friedrich Strauss) och kritiserades därför från det kyrkliga partiets sida så häftigt, att undervisningsministern måste suspendera honom i två år.
När han 1848 blev vald till medlem av den moderata vänstern i det tyska nationalparlamentet Frankfurt am Main var han en av de, som trots parlamentets upplösning 1849 fortsatte dess sammanträden i Stuttgart. Han hamnade därför i ett spänt förhållande till sitt lands regering och mottog därför 1855 en professur vid Polytechnikum i Zürich. Han återkom 1866 till Tübingens universitet och föreläste dessutom arbeta vid Polytechnikum i Stuttgart på somrarna. År 1870 erhöll Vischer personligt adelskap och 1877 tog han avsked från professuren.
Genom sitt stora arbete Æstethik oder Wissenschaft des Schönen, (3 delar, 1846-1857) framstod Vischer som den hegelska skolans och hela samtidens yppersta estetiker. I den går det att finna en skarpsinnig utveckling av de estetiska begreppen, förenad med grundliga och omfattande insikter i konst- och litteraturhistoria. 
Hela arbetet röjer en kraftfull karaktär, levande övertygelse och en känsla som med sin glöd färgar språket. Därtill kommer rikedom på fina och i hög grad belysande anmärkningar över enskilda konstverk. Vischer hyllar en innehållets estetik, i motsats till formestetiken. Han förklarar det sköna ur idéns och formens enhet. Hans panteism genomförs strängt. Den absoluta idén är opersonlig, enheten av alla motsatser, och han förverkligar sig i de ändliga väsendena och tingen genom en ständigt sig förnyande rörelseprocess.
Vischer tillämpar den dialektiska metoden vida mera systematiskt än Hegel, och därför blir huvudbegreppens anordning inte sällan beroende av det yttre tvång, som tredelningen medför. Minst tillfredsställande är på grund av det hans utredning av de allmänna estetiska begreppen, "det skönas metafysik". 
Han intresserade sig för fantasiverksamheten och läran om kompositionslagarna. Han uppvisade den individuella egendomligheten som ett nödvändigt moment i det sköna.
Efter hans död gav sonen Robert ut två serier Vorträge (1898-1903) som innehöll Das schöne und die Kunst, Zur Einführung in die Ästhetik samt Shakespearevorträge. I de senare estetiska skrifterna visade sig Vischer inta en annan ståndpunkt än i det stora systemet så till vida att han ogillade den konstruktiva estetiken från Kritische Gänge.
Vischer menade att den estetiska vetenskapen skall utgå från den empiriska psykologin. Han uppehöll sig framför allt vid åskådningen som det estetiska intryckets grundval och utvecklade "die beseeltheit" såsom skönhetens kännetecken, harmonin mellan det sinnliga och det andliga, den egentliga symbolen. Detta begrepp blev av stor betydelse för estetikens följande utveckling.